# 동막로
동막로(Dongmak-ro)는 경기도 성남시 분당구 금곡동 금곡 나들목에서 대장동 서분당(고기) 나들목 잇는 3.9km 도로이나 현재 의왕시 청계동 북청계 나들목에서 서분당(고기) 나들목 구간은 미개통 된 상태이다.

## 노선
전 구간이 지방도 제334호선에 속하기 때문에 이에 따른 표시는 하지 않음.
| 이름                | 접속 노선                            | 소재지        | 소재지        | 소재지        | 비고          |
| 돌마로와 직결       | 돌마로와 직결                        | 돌마로와 직결 | 돌마로와 직결 | 돌마로와 직결 | 돌마로와 직결 |
| ------------------- | ------------------------------------ | ------------- | ------------- | ------------- | ------------- |
| 금곡 나들목         | 국가지원지방도 제23호선 (대왕판교로) | 성남시        | 분당구        | 금곡동        |               |
| 동원터널            |                                      | 성남시        | 분당구        | 금곡동        | 연장 465m     |
| 동막 교차로         | 고기로                               | 성남시        | 분당구        | 금곡동        |               |
| 대장 나들목         | 판교대장로                           | 성남시        | 분당구        | 금곡동        |               |
| 대장교              |                                      | 성남시        | 분당구        | 금곡동        |               |
| 서분당(고기) 나들목 | 용인서울고속도로                     | 성남시        | 분당구        | 금곡동        |               |